# Bunias erucago
Espèce
Synonymes
- Bunias arvensis Jord.[1]
- Bunias brachyptera Jord.[1]
- Bunias cristata Desv.[1]
- Bunias macroptera Rchb.[1]
- Bunias tricornis Lange[1]
- Bunias vulgaris Andrz. ex Steud.[1]
- Crucifera erucago E.H.L.Krause[1]
- Erucago arvensis Fourr.[1]
- Erucago brachyptera Fourr.[1]
- Erucago campestris Desv.[1]
- Erucago dentata Moench[1]
- Erucago erucago (L.) Huth[1]
- Erucago glandulosa Röhl.[1]
- Erucago macroptera Fourr.[1]
- Erucago runcinata Hornem.[1]
- Myagrum asperum Poir.[1]
- Myagrum clavatum Lam.[1]
- Myagrum erucago Lam.[1]

Statut de conservation UICN

 LC  : Préoccupation mineure
Bunias erucago, Bunias fausse-roquette, est une espèce de plantes herbacées méditerranéenne de la famille des Brassicacées.

## Statuts de protection, menaces
L'espèce n'est pas encore évaluée à l'échelle mondiale et européenne par l'UICN. En France, elle est classée comme non préoccupante . Toutefois, localement, l'espèce est considérée en danger (EN) en Aquitaine. Elle a disparu (RE) en Pays de la Loire.